# Nakano
Nakano (jap. 中野市 Nakano-shi) – miasto w środkowej części wyspy Honsiu w Japonii w prefekturze Nagano.

## Położenie
Miasto położone w północnej części prefektury Nagano nad rzeką Shinano. Miasto graniczy z:
- Nagano,
- Iiyama.

## Historia
- 1 lipca 1954 Nakano otrzymało status miasta[potrzebny przypis].